# Movimento Social Italiano-Direita Nacional
O Movimento Social Italiano, a partir de 1972 denominado Movimento Social Italiano-Direita Nacional (em italiano: Movimento Sociale Italiano-Destra Nazionale, MSI-DN), é um partido político fundado em 26 de dezembro de 1946 por veteranos da República Social Italiana (incluindo Giorgio Almirante e Pino Romualdi) e ex-membros do regime fascista (como Arturo Michelini). O símbolo do partido foi escolhido em 1947, e as "chamas tricolores" foram o emblema da "ousadia" da Primeira Guerra Mundial. O partido dissolveu-se em 27 de Janeiro de 1995.

## História
O Movimento, que inicialmente tinha o apoio do general fascista, Rodolfo Graziani, teve seu batismo eleitoral em 1948, quando obteve 2% dos votos na Câmara dos Deputados e de 0,8% no Senado da República.
Com o desaparecimento da lista de Uomo Qualunque, o MSI aumentou discretamente o seu apoio, principalmente no sul da Itália, onde latifundiários se apoiaram no MSI, em resposta aos protestos e ocupações dos trabalhadores rurais apoiados pelo Partido Comunista Italiano.
Em 1950, foi fundado em Nápoles, a CISNAL, sindicato vinculado ao MSI, cujo vice-líder, foi o deputado missino, Giovanni Roberti.
Depois dos 5,8% de votos obtidos nas eleições gerais de 1953, ele se tornou secretário da MSI Arturo Michelini. Como secretário, o Movimento aceitou o NATO, e garantiu o apoio a um governo chefiado por um único democrata, Fernando Tambroni (1960). O MSI já havia votado a confiança nos governos Zoli e Segni II, mas desta vez ele foi o único a apoiar o executivo. Quanto à oposição, esta aliança sem precedentes foi interpretado como o início de uma viragem autoritária e criou um clima de grande embaraço para os quais a DC, em problemas com os outros partidos que ameaçaram a surgir no país, forçou a demissão de Tambroni; Inesperadamente, o presidente do Da República (Giovanni Gronchi) rejeitou a demissão, principalmente porque nenhum outro democrata, dada a temperatura alta do debate político, concordaram em substituir e compor novas alianças. 
O MSI se manteve essencial para apoiar o governo, bem como a ocasião foi utilizada para organizar uma conferência em Génova, a cidade Gold Medal da Resistência, disse que a escolha da cidade por parte do movimento haviam sido intencionalmente provocador, que o presidente do Congresso tinha sido nomeado o ex-prefeito fascista, Carlo Emanuele Basile, fortemente suspeito de colaboração com os nazistas. Imediatamente, protestos na Liguria, explodiram em manifestações e greves, mas a cavalo entre junho e julho de 1960, houve também no resto da Itália rua violentos confrontos com a polícia.  Em Génova funcionários foram chamados externos Polícia e Carabinieri e os Departamentos Celere encontrado assim caruggi envolver-se em uma espécie de guerrilha urbana com os manifestantes. Os manifestantes estavam tendo na parte superior do lado forçando a polícia a recuar e que era necessária uma solução política para restaurar a ordem. O MSI foi impedido de realizar esse Congresso, e os confrontos posteriores, sobretudo em Roma e Palermo, não foram menos violentos e resultou em uma dezena de mortes, que culminou com o massacre de Reggio Emilia no dia 7 de julho de 1960. 
Após a queda da presente legislatura, em resultado dos actos em Génova, a MSI foi marginalizado da cena política. Nem mesmo o regresso à secretaria de Giorgio Almirante, um historiador e ex-secretário do partido (que substituiu o mais moderado Arturo Michelini, que morreu em 1969), conseguiu melhorar esta situação. Ela foi criada no debate político, o termo "arco constitucional" para indicar praticamente todos os partidos menos MSI (embora o termo foi baseada na rejeição por parte do movimento, antifascistas valores constantes da Carta). Nos anos seguintes o MSI seria claramente sido notificado pela vida política nacional, com excepção das inevitáveis documentos formais. 
Almirante, graças à sua grande capacidade oratorie, sabia como explorar politicamente esta exclusão, estabelecendo como o único partido fora do alegado "regime", que teria sido parte consociativa um metro aliança entre a DC e à esquerda, com a crescente afirmação Centro de fórmulas e a abordagem histórica de compromisso propostas, esta alegação solidão oposição ganhou crescente apoio. 
Em Julho de 1970, a MSI foi a protagonista do chamado factos de Reggio Calabria, quando a cidade rebelou contra a decisão de avançar para a capital da região Catanzaro. A reação foi inicialmente apoiado pela esquerda, mas um expoente da CISNAL (o sindicato missino), Francesco Franco (conhecido como "Ciccio Franco"), cunhou o slogan "carrasco quem Primavera", e organizou um levante de direita que ocorreram em uma revolta e confrontos armados com a polícia. A revolta só foi concluída em Fevereiro do ano seguinte, com a entrada dos tanques na cidade. Nos municípios que foram realizadas em Junho de 1971, o partido ganhou em Catania com 23%, em Reggio Calabria, com 21%. 
Em Fevereiro de 1972 Almirante conseguiu formar uma aliança com o PDIUM, um grande italiano monarchiche formações, que também vem de uma alteração em nome do partido, agora chamado "Movimento Social Italiano-Direita Nacional. Na eleição geral de 1972, o MSI-DN (na qual os candidatos foram também muitos funcionários do exército e da Força de Polícia) fez registar um sucesso considerável, a coleta de 8, 7% dos votos na Câmara e 9, 2% em O Senado. Nesse ano, o Ministério Público de Milão referindo-se a XII regime transitório colocado sob investigação Almirante, acusando-o de tentativa de reconstituição do partido fascista. Um ano depois, o Parlamento votou autorização para prosseguir com 484 votos contra 60 contra. O inquérito foi durante algum tempo em que envolve vários dirigentes missini, a ser abandonada, uma vez observado o refluxo eleição partido.

## Dissolução do MSI
No final de Abril de 1993, um artigo no Século da Itália assinada por Francesco Storace (então porta-voz da Fini), lançou a ideia de uma nova aliança nacional que associasse o missino com outros personagens ou partes de ideias conservadoras, como o direito Democrata-cristão. A ideia não foi aceita e , para retornar significativamente em voga após os excelentes resultados do partido nas eleições de Novembro de 1993, quando o MSI-DN provou ser o primeiro partido em Roma e Nápoles, também eleger prefeitos em diversos Comum menores. Foi uma verdadeira viragem política que em 11 de Dezembro de 1993 Fini assecondò com o lançamento da Aliança Nacional, ou AN brevemente. Dentro do espírito de Abril, esta formação não foi inicialmente concebida como uma transformação da MSI-DN, mas como uma política recipiente que o antigo partido teria feito precisamente parte, juntamente com os outros movimentos. 
AN seriam submetidos à eleições parlamentares de 1994, como aliado da Forza Itália, no sul (do Bom Governo Polo) no independente da Irlanda do Norte, onde, no entanto conseguiu fazer uma faculdade sua maioria (Bozen). Em qualquer caso, o partido alcançou a sua alta resistência e se tornou Governo (Maio de 1994). 
Em 27 de Janeiro de 1995, observou que AN é identificado principalmente com os líderes históricos da direita italiana, o MSI-DN é dissolvida a deixar espaço para a única Aliança Nacional. Foi o Congresso que ficará na história como um "ponto de viragem Fiuggi" pela cidade que acolheu a última reunião missina.
Rauti, juntamente com uma discreta parte do partido, no entanto, não aceitou esta alteração, interpretada como um "repúdio" do seu passado e, em 3 de março de 1995, fundou o Movimento Social-Fiamma Tricolore, revelado nos anos subsequentes uma relativamente estável Presença no cenário político. Outra tentativa de reviver a MSI foi feita em 2000 por Gaetano Saya, com a fundação do seu Movimento Social Italiano-Novo Nacional Direito MSI, que registra e patenteado o símbolo histórico do partido, que foi entrando na Almirante NOVO diction,mesmo em condições estremas.

## Ideologia
O MSI era essencialmente dividido em duas facções: 
- Socializzatori: com maior influência no norte, revolucionários e veteranos da República Social Italiana, mais militante e radical, e reivindicou a herança do fascismo "republicano" socialista e antiburguês da República Social Italiana e do fascismo pré-1922[5].
- Corporativisti: com maior influência no sul, moderados, na linha de Giorgio Almirante, de tendência dominante clerical, conservadora, autoritária e fascista burguesa que prevaleceu após a estabilização do regime fascista[5].

A divisão, de facto, tornou-se mais evidente com as eleições que se seguiram, em que os votos no Sul eram o dobro dos do norte, por vezes, com picos de 15% em espécie Nápoles, Lecce, Catania, Reggio Calabria. O MSI entrou em várias cidades importantes, em coligação com monarquistas (Nápoles, Caserta, Lecce, Bari, Foggia, Reggio Calabria, Catania, Latina, Pescara, Campobasso, Salerno), legitimando facto.

## Resultados Eleitorais

### Eleições legislativas
| Data | Líder                | Eleição              | Cl. | Votos     | %           | +/-     | Deputados | +/-     | Estatuto |
| ---- | -------------------- | -------------------- | --- | --------- | ----------- | ------- | --------- | ------- | -------- |
| 1948 | Giorgio Almirante    | Câmara dos Deputados | 7.º | 526 882   | 2,0 / 100,0 |         | 6 / 574   |         | Oposição |
| 1948 | Giorgio Almirante    | Senado               | 8.º | 164 092   | 0,7 / 100,0 |         | 1 / 237   |         | Oposição |
| 1953 | Augusto De Marsanich | Câmara dos Deputados | 5.º | 1 582 154 | 5,8 / 100,0 | 3,8     | 29 / 590  | 23      | Oposição |
| 1953 | Augusto De Marsanich | Senado               | 5.º | 1 473 645 | 6,1 / 100,0 | 5,4     | 9 / 237   | 8       | Oposição |
| 1958 | Arturo Michelini     | Câmara dos Deputados | 4.º | 1 407 718 | 4,8 / 100,0 | 1,0     | 24 / 596  | 5       | Oposição |
| 1958 | Arturo Michelini     | Senado               | 5.º | 1 150 051 | 4,4 / 100,0 | 1,7     | 8 / 246   | 1       | Oposição |
| 1963 | Arturo Michelini     | Câmara dos Deputados | 6.º | 1 570 282 | 5,1 / 100,0 | 0,3     | 27 / 630  | 3       | Oposição |
| 1963 | Arturo Michelini     | Senado               | 6.º | 1 458 917 | 5,3 / 100,0 | 0,9     | 14 / 315  | 6       | Oposição |
| 1968 | Arturo Michelini     | Câmara dos Deputados | 6.º | 1 414 036 | 4,5 / 100,0 | 0,6     | 24 / 630  | 3       | Oposição |
| 1968 | Arturo Michelini     | Senado               | 5.º | 1 304 847 | 4,6 / 100,0 | 0,7     | 11 / 315  | 3       | Oposição |
| 1972 | Giorgio Almirante    | Câmara dos Deputados | 4.º | 2 894 722 | 8,7 / 100,0 | 4,2     | 56 / 630  | 32      | Oposição |
| 1972 | Giorgio Almirante    | Senado               | 4.º | 2 766 986 | 9,2 / 100,0 | 4,6     | 26 / 315  | 15      | Oposição |
| 1976 | Giorgio Almirante    | Câmara dos Deputados | 4.º | 2 238 339 | 6,1 / 100,0 | 2,6     | 32 / 630  | 24      | Oposição |
| 1976 | Giorgio Almirante    | Senado               | 4.º | 2 086 430 | 6,6 / 100,0 | 2,6     | 15 / 315  | 11      | Oposição |
| 1979 | Giorgio Almirante    | Câmara dos Deputados | 4.º | 1 930 639 | 5,3 / 100,0 | 0,8     | 30 / 630  | 2       | Oposição |
| 1979 | Giorgio Almirante    | Senado               | 4.º | 1 780 950 | 5,7 / 100,0 | 0,9     | 13 / 315  | 2       | Oposição |
| 1983 | Giorgio Almirante    | Câmara dos Deputados | 4.º | 2 511 487 | 6,8 / 100,0 | 1,5     | 42 / 630  | 12      | Oposição |
| 1983 | Giorgio Almirante    | Senado               | 4.º | 2 283 524 | 7,4 / 100,0 | 1,7     | 18 / 315  | 5       | Oposição |
| 1987 | Giorgio Almirante    | Câmara dos Deputados | 4.º | 2 281 126 | 5,9 / 100,0 | 0,9     | 35 / 630  | 7       | Oposição |
| 1987 | Giorgio Almirante    | Senado               | 4.º | 2 121 026 | 6,5 / 100,0 | 0,9     | 16 / 315  | 2       | Oposição |
| 1992 | Gianfranco Fini      | Câmara dos Deputados | 6.º | 2 107 037 | 5,4 / 100,0 | 0,5     | 34 / 630  | 1       | Oposição |
| 1992 | Gianfranco Fini      | Senado               | 6.º | 2 171 215 | 6,5 / 100,0 | Estável | 16 / 315  | Estável | Oposição |

### Eleições Europeias
| Data | Cabeça de lista   | CI. | Votos     | %           | +/- | Deputados | +/- |
| ---- | ----------------- | --- | --------- | ----------- | --- | --------- | --- |
| 1979 | Giorgio Almirante | 4.º | 1 909 055 | 5,5 / 100,0 |     | 4 / 81    |     |
| 1984 | Giorgio Almirante | 4.º | 2 274 556 | 6,5 / 100,0 | 1,0 | 5 / 81    | 1   |
| 1989 | Gianfranco Fini   | 4.º | 1 918 650 | 5,5 / 100,0 | 1,0 | 4 / 81    | 1   |